# Deerhound
De Deerhound is een hondenras dat afkomstig is uit Schotland.
Deze windhond wordt gebruikt als jachthond, met name voor de jacht op herten en wolven. Ook wordt het dier gebruikt als gezelschapshond. Het ras lijkt op de Greyhound, maar is iets groter en zwaarder gebouwd. Daarnaast is de deerhound verwant aan de Ierse wolfshond. Een volwassen reu is ongeveer 76 centimeter hoog, een volwassen teef ongeveer 71 centimeter.
Afghaanse windhond ·
Azawakh ·
Barzoi ·
Chart polski ·
Deerhound ·
Galgo español ·
Greyhound ·
Hongaarse windhond ·
Ierse wolfshond ·
Italiaans windhondje ·
Saloeki ·
Sloughi ·
Whippet